# Microthyriaceae
Microthyriaceae is een familie van schimmels uit de klasse Dothideomycetes. Het typegeslacht is Microthyrium.
Het bestaat uit de volgende 49 geslachten: Actinomyxa - Actinopeltis - Arnaudiella - Asterinella - Asterinema - Asteritea - Asteronia - Byssopeltis - Calothyriopsis - Caribaeomyces - Caudella - Cirsosina - Cirsosiopsis - Cyclotheca - Dictyoasterina - Govindua - Helminthopeltis - Hidakaea - Hugueninia - Lembosiella - Lichenopeltella - Maublancia - Microthyrium - Muyocopron - Pachythyrium - Palawania - Petrakiopeltis - Phaeothyriolum - Phragmaspidium - Platypeltella - Polycyclinopsis - Polystomellina - Resendea - Sapucchaka - Scolecopeltidium - Seynesiella - Seynesiopeltis - Stegothyrium - Tothia - Trichopeltella - Trichopeltina - Trichopeltospora - Trichopeltum - Trichothyriella - Trichothyrinula - Trichothyriomyces - Trichothyriopsis - Trichothyrium - Xenostomella